# Frea annulicornis
Frea annulicornis là một loài bọ cánh cứng trong họ Cerambycidae.